# Dernier théorème de Fermat
Pour les articles homonymes, voir Théorèmes de Fermat.

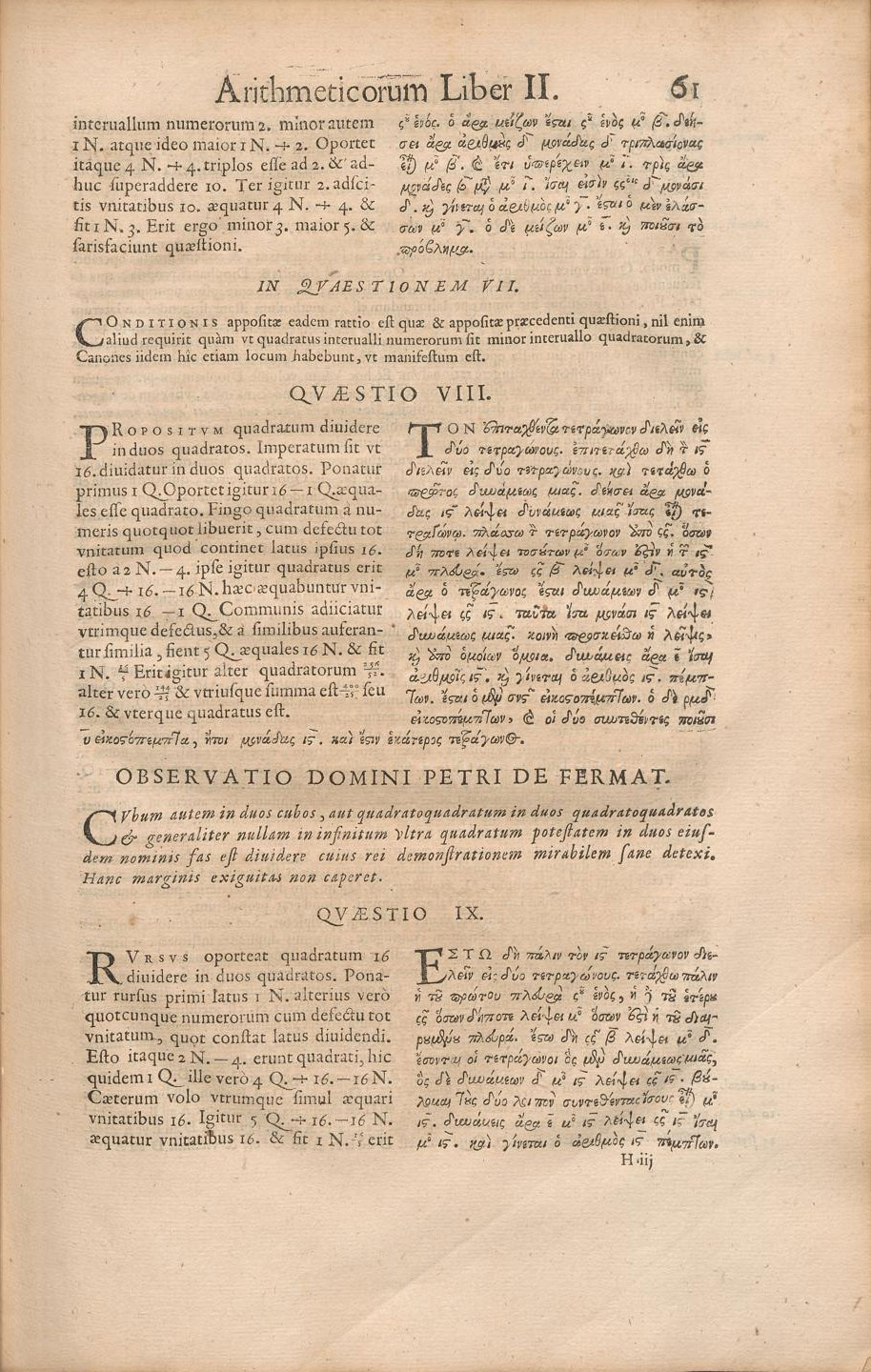
Page 61 de la réédition de 1670 par le fils de Pierre de Fermat du Diophante de Bachet, augmenté des annotations de son père. L'énoncé du théorème (en latin) apparaît sous le titre « OBSERVATIO DOMINI PETRI DE FERMAT », à la suite de la question VIII.

En mathématiques, et plus précisément en théorie des nombres, le dernier théorème de Fermat, ou grand théorème de Fermat, ou depuis sa démonstration théorème de Fermat-Wiles, s'énonce comme suit :
Théorème — Il n'existe pas de nombres entiers strictement positifs x, y et z tels que :
dès que n est un entier strictement supérieur à 2.
Énoncé par Pierre de Fermat d'une manière similaire dans une note marginale de son exemplaire d'un livre de Diophante, il a cependant attendu plus de trois siècles une preuve publiée et validée, établie par le mathématicien britannique Andrew Wiles en 1994. C'est surtout par les idées qu'il a fallu mettre en œuvre pour le démontrer, par les outils qui ont été mis en place pour ce faire, qu'il a pris une valeur considérable.

## Contexte
Dans le cas où n = 1, l'équation xn + yn = zn correspond à l'addition usuelle et a donc une infinité de solutions.
Dans le cas où n = 2 cette équation a encore une infinité de solutions en nombres entiers positifs non nuls, les triplets pythagoriciens, dont le plus petit est (3, 4, 5) : 32 + 42 = 52.
Le théorème de Fermat-Wiles établit que pour n > 2, cette équation n'a pas de solution en entiers positifs non nuls (les autres solutions, de la forme xn + 0n = xn, sont souvent appelées solutions triviales).
Si l'équation n'a pas de solution (en entiers positifs non nuls) pour un exposant n donné, elle n'en a pour aucun des multiples de n (puisque xkn = (xk)n) et donc il suffit, pour démontrer le théorème général, de le démontrer pour n premier impair et pour n = 4.
Si l'équation n'a pas de solutions en entiers positifs non nuls, elle n'en a pas non plus en entiers relatifs non nuls, ni en rationnels non nuls ce qui conduit Andrew Wiles à énoncer le théorème sous la forme suivante: Si {\displaystyle x^{p}+y^{p}+z^{p}=0} où {\displaystyle x}, {\displaystyle y} et {\displaystyle z} sont des rationnels et  {\displaystyle p} un nombre premier supérieur ou égal à 3 alors  {\displaystyle xyz=0}.

## Historique

### Énoncé de Fermat

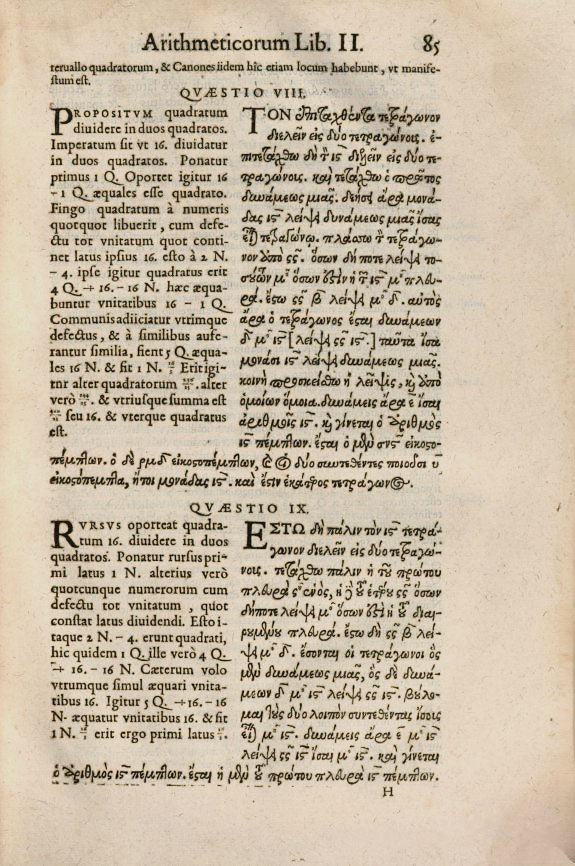
La page de l'édition gréco-latine de 1621 des Arithmétiques traduite et commentée par Bachet de Méziriac, la question VIII traite des triplets pythagoriciens. C'est sur un exemplaire similaire – non retrouvé – que Fermat a écrit sa note.

Le théorème doit son nom à Pierre de Fermat, qui l'énonce en marge d'une traduction (du grec au latin) des Arithmétiques de Diophante, en regard d'un problème ayant trait aux triplets pythagoriciens : « Au contraire, il est impossible de partager soit un cube en deux cubes, soit un bicarré en deux bicarrés, soit en général une puissance quelconque supérieure au carré en deux puissances de même degré : j'en ai découvert une démonstration véritablement merveilleuse que cette marge est trop étroite pour contenir ».
On ignore la destination de ces notes marginales, qui paraissent cependant avoir été réservées au seul usage du mathématicien, même si on peut trouver qu'elles sont écrites « dans un style qui suppose la présence d’un lecteur ».
Elles nous sont parvenues par une transcription réalisée par son fils Samuel, qui a publié une réédition du Diophante de Bachet augmentée des annotations de son père 5 ans après la mort de celui-ci. On n'a pas d'autre description de l'exemplaire portant les annotations de Fermat, qui a été perdu très tôt, peut-être détruit par son fils pour cette édition.
Cette note est le seul témoignage dont on dispose de la part de Fermat sur cet énoncé dans le cas général. A fortiori aucune démonstration ou tentative de démonstration n'a été retrouvée. En revanche, Fermat évoque à plusieurs reprises le cas des cubes et des puissances quatrièmes, et on possède des preuves de lui et de contemporains sur le cas des puissances quatrièmes.

### Le nom du théorème
Les résultats de Fermat (presque toujours annoncés sous forme de problèmes, et sans démonstration) n'ont en général pas reçu de nom, à l'exception de son petit théorème, appelé simplement « théorème de Fermat » par Carl Friedrich Gauss ; le résultat énoncé dans la note marginale, découvert après la mort de son auteur, fut logiquement appelé alors « dernier théorème de Fermat »,,,,, nom qui devint également le sien dans la plupart des langues étrangères : en anglais, en danois, et dans les langues romanes, mais aussi en japonais et en coréen, en arabe, en hébreu et en turc. Au début du XXe siècle, la dénomination de « petit théorème de Fermat » devint fréquente, et le « dernier théorème de Fermat » (entre-temps souvent énoncé sous le nom de « conjecture de Fermat ») prit alternativement, par contraste, le nom de « grand théorème de Fermat »,, par exemple en allemand ou en chinois. Enfin, depuis sa démonstration par Wiles, on rencontre de plus en plus fréquemment la dénomination de « théorème de Fermat-Wiles »,, ou parfois même simplement « théorème de Fermat ».

### Premières approches
- En 1670, le fils de Fermat réédite les Arithmétiques, contenant entre autres le « théorème de Fermat sur les triangles rectangles », qui résout le cas n = 4. Il ne reste alors qu'à démontrer le théorème pour un exposant premier impair, cas dans lequel le théorème peut s'énoncer sous cette forme symétrique : pour tout nombre premier p impair, l'équation xp + yp + zp = 0 n'a pas de solution en entiers relatifs x, y, z non nuls[24].
- En 1753, Euler transforme l'équation en z3 = x3 + y3 = 2a(a2 + 3b2). L'étude des propriétés des nombres de la forme a2 + 3b2 sera omise de sa preuve.
- En 1816, l'Académie des sciences de Paris offre une médaille d'or et un prix de 3 000 francs à celui qui résoudrait la question.
- En 1825, Dirichlet et Legendre prouvent le cas n = 5.
- Simultanément, Legendre expose un sous-produit de l'attaque globale (vouée à l'échec) tentée par Germain : le « théorème de Sophie Germain », qui permet entre autres de démontrer « d'un trait de plume » le premier cas du théorème de Fermat (celui où les valeurs des variables sous l'exposant premier p sont toutes trois non divisibles par p) pour les exposants premiers inférieurs à 100[25].
- En 1832, Dirichlet prouve le cas n = 14.
- En 1839, Lamé[26] prouve le cas n = 7. En 1977, H. M. Edwards[27] a exprimé des doutes sur la validité de la démonstration de Lamé, mais selon C. Goldstein, cette démonstration est correcte. Contrairement aux démonstrations qui avaient été données pour les exposants 3 et 5, elle ne fait intervenir que les propriétés élémentaires de divisibilité dans l'anneau des entiers relatifs[28].
- En 1847, Lamé et Cauchy proposent chacun de leur côté une démonstration du grand théorème, qu’ils présentent d’ailleurs comme incomplète, mais tous deux s’étaient engagés dans une voie sans issue.
- En 1850, le prix de l'Académie est renouvelé.
- À partir de 1847, Ernst Kummer franchit un pas décisif en démontrant le dernier théorème de Fermat pour tout exposant inférieur à 100. À cette fin, il introduit l'étude systématique des corps cyclotomiques, qui le conduit à introduire les nombres idéaux. Il en déduit que ce dernier théorème tombe dans le cas de nombres premiers réguliers (cette première étape est obtenue en 1847 ; le cas des trois nombres irréguliers inférieurs à 100, c'est-à-dire 37, 59 et 67, sera résolu en 1857). Ces études renouvellent également l'intérêt pour les nombres de Bernoulli.

Ainsi, apparaît le réel intérêt de ce théorème négatif : c'est un moteur puissant qui va obliger pour le résoudre à étudier les structures algébriques d'objets dont on aurait eu peine à imaginer l'existence au temps de Fermat. L'idée s'affirme alors que ce dernier théorème, loin d'être une fin en soi, n'est qu'un début pour l'étude de questions bien plus profondes et qui sont au cœur de l'invention mathématique contemporaine.
- En 1856, Johann August Grunert publie des résultats élémentaires sur la taille des solutions éventuelles[29].
- En 1894, Ernst Wendt donne un critère pour appliquer les théorèmes de Sophie Germain et leur généralisation[réf. nécessaire]. Ces études se prolongeront en 1935 avec Emma Lehmer, et en 1959, avec Leonard Carlitz.
- En 1908, l'université de Göttingen et la fondation Wolfskehl offrent un prix de 100 000 marks à qui trouverait la démonstration avant cent ans. Le prix a été alloué le 27 juin 1997 à Andrew Wiles qui récolta la somme de 50 000 $[30]
- En 1909, Arthur Wieferich montre que le premier cas (celui où le produit xyz n’est pas divisible par p) est vérifié si p2 ne divise pas 2p–1 – 1[31].
- En 1931, Massoutié[32] et Pomey[33] donnent des conditions de divisibilité sur d'éventuelles solutions. Paulo Ribenboim[34] considère ces résultats comme marginaux et en dit autant de certains résultats, très différents, de Swistak (1969[35]), de M. Mihaljinec (1952) et de Rameswar Rao (1969).
- En 1952, Harry Vandiver utilise un ordinateur SWAC pour le démontrer pour tous les exposants inférieurs à 2000[36].
- Les progrès fulgurants des trente années précédant la démonstration de Wiles sont liés à des travaux de Jean-Pierre Serre, d'Yves Hellegouarch[37] et de Robert Langlands[38] sur la représentation des courbes elliptiques par les fonctions modulaires.

On peut également interpréter ce théorème géométriquement en considérant les courbes d'équation : xn + yn = 1. Si n > 2, le théorème affirme que ces courbes ne passent par aucun point à coordonnées rationnelles non nulles. Bien que cette approche ait échoué à démontrer la conjecture, le théorème de Faltings prouve du moins que ces courbes n'admettent qu'un nombre fini de points rationnels.

### Fermat l'avait-il démontré?
L'énoncé de Fermat n'a été connu que cinq ans après sa mort, grâce à la publication par son fils des notes en marge de son exemplaire des Arithmétiques de Diophante, et on ne trouve pas d'autre mention du cas général dans ses travaux. Par ailleurs, les démonstrations partielles données au cours des siècles qui ont suivi ont nécessité des outils mathématiques qui n'existaient pas au temps de Fermat. La quasi-totalité des mathématiciens estiment donc aujourd'hui que Fermat avait seulement cru démontrer le résultat général, mais qu'il s'était trompé. Avant les travaux de Wiles, peu de professionnels tentaient encore de s'attaquer directement à ce théorème. Malgré cela, de nombreux amateurs optimistes étaient et sont encore persuadés d'avoir découvert une preuve très simple (pas nécessairement celle de Fermat) ; leurs erreurs sont le plus souvent d'un niveau très élémentaire.
Dans toute l'œuvre mathématique laissée par Fermat, on ne trouve qu'une démonstration : celle du fait qu'« il n’y a aucun triangle rectangle dont l’aire soit carrée », fait dont le cas n = 4 du « grand théorème » se déduit immédiatement. Le cas plus délicat n = 3 n'a été démontré qu'un siècle plus tard par Euler, encore sa preuve publiée en 1770 est-elle incomplète, l'un des arguments étant erroné. Cependant, Fermat y fait référence dans cinq de ses lettres, de juin 1638 à août 1659 : deux à Mersenne, deux à Digby et une à Huygens par l’intermédiaire de Carcavi : « Il n'y a aucun cube divisible en deux cubes ». Il « savait comment le prouver » et défiait ses contemporains d'y parvenir. Par ailleurs, il est possible de démontrer le cas n = 3 par la méthode de descente infinie, même si elle est plus difficile à mettre en œuvre que pour le cas n = 4. Aussi les historiens estiment-ils possible, voire probable, que Fermat ait disposé également d'une démonstration du théorème dans le cas n = 3, ou au moins des grandes lignes de celle-ci,.
Mais les historiens des mathématiques ne sont pas certains que Fermat lui-même ait été longtemps convaincu d'avoir une preuve dans le cas général. En effet, les annotations marginales de Fermat sont des notes de lectures destinées à son usage personnel qui ne sont pas datées. Pour la chronologie de ses découvertes, les historiens s'appuient sur sa correspondance. Or, si Fermat mentionne bien dans celle-ci les cas particuliers du théorème pour n = 3 et n = 4, il n'aborde jamais explicitement le cas général, ce qui est la seule exception parmi ses énoncés de théorie des nombres. La mention de ces deux cas particuliers laisse cependant penser que la note en marge date du début de son intérêt pour le domaine, et que Fermat s'était lui-même rapidement rendu compte qu'il n'avait pas de démonstration de son Grand Théorème dans le cas général, ni même simplement dans le cas n = 5 ; il n'avait pas à se rétracter puisque la conjecture était restée privée.
Un autre argument est évoqué par l'historien Michael Sean Mahoney, qui fait la comparaison avec la conjecture de Fermat, fausse celle-ci, sur la primalité des nombres dits depuis « nombres de Fermat ». En effet après avoir écrit plusieurs fois à ses correspondants qu'il n'avait pas de démonstration de ce résultat, il assure en posséder une par descente infinie dans une lettre de 1659 à Carcavi. Cependant , la conjecture de Fermat est en défaut pour n = 5 (225 + 1 = 4 294 967 297 n'est pas premier car divisible par 641), ce qui conduit Mahoney à supposer que Fermat n'aurait vérifié précisément cette conjecture que jusqu'à n = 4, par une méthode dont il se serait persuadé à tort qu'elle fonctionnait au-delà, et procédé de même pour son « dernier théorème ».
On ignore à ce jour s'il est possible de prouver le théorème de Fermat par des raisonnements n'utilisant que les propriétés arithmétiques et algébriques des entiers déjà connues de son temps, mais l'on sait que certaines pistes, telles que la méthode de descente infinie, échouent sous la forme qui réussit pour les petites valeurs de n. La plupart des spécialistes estiment pour cette raison qu'une approche « élémentaire » est vouée à l'échec.

### Démonstration par Andrew Wiles
Après avoir été l'objet de fiévreuses recherches pendant près de 350 ans, n'aboutissant qu'à des résultats partiels, le théorème est finalement démontré par le mathématicien Andrew Wiles, au bout de huit ans de recherches intenses, dont sept dans le secret le plus total. La démonstration, publiée en 1995, recourt à des outils très puissants de la théorie des nombres : Wiles a prouvé un cas particulier de la conjecture de Shimura-Taniyama-Weil, dont on savait depuis quelque temps déjà, via les travaux de Yves Hellegouarch en 1971 (note au CRAS), puis de Gerhard Frey, Jean-Pierre Serre et Ken Ribet, qu'elle impliquait le théorème. La démonstration fait appel aux formes modulaires, aux représentations galoisiennes, à la cohomologie galoisienne, aux représentations automorphes, à une formule des traces (en)…
La présentation de la démonstration par Andrew Wiles s'est faite en deux temps, :
- en juin 1993, en conclusion d'une conférence de trois jours, il annonce que le grand théorème de Fermat est un corollaire de ses principaux résultats exposés. Dans les mois qui suivent, la dernière mouture de sa preuve est soumise à une équipe de six spécialistes (trois suffisent d'habitude) nommés par Barry Mazur ; chacun doit évaluer une partie du travail de Wiles. Parmi eux figurent Nick Katz et Luc Illusie, que Katz a appelé en juillet pour l'aider ; la partie de la preuve dont il a la charge est en effet très compliquée : on doit réussir à appliquer le système d'Euler. Font aussi partie des jurés Gerd Faltings, Ken Ribet et Richard Taylor. On travaille dans la plus grande confidentialité, l’atmosphère est tendue. Après que Katz a transmis à Wiles quelques points à préciser, que celui-ci clarifie rapidement, les choses commencent à se gâter : Nick Katz et Luc Illusie finissent par admettre qu'on ne peut pas établir dans la preuve, pour l’appliquer ensuite, le système d'Euler, alors que cet élément est considéré comme vital pour la faire fonctionner. Peter Sarnak, que Wiles avait mis dans la confidence de sa découverte avant la conférence de juin, lui conseille alors de se faire aider par Taylor. Les tentatives pour combler la faille se révèlent pourtant de plus en plus désespérées, et Wiles, maintenant sous le feu des projecteurs, vit une période très difficile, il est à bout de forces, il pense qu'il a échoué et se résigne. Ce n’est que neuf mois plus tard que se produira le dénouement ;
- à l’automne, Taylor suggère de reprendre la ligne d’attaque (Flach-Kolyvagin) utilisée trois ans auparavant. Wiles, bien que convaincu que ça ne marcherait pas, accepte, mais surtout pour convaincre Taylor qu'elle ne pourrait pas marcher. Wiles y travaille environ deux semaines et soudain (19 septembre 1994) :

« En un éclair, je vis que toutes les choses qui l’empêchaient de marcher, c’était ce qui ferait marcher une autre méthode (théorie d’Iwasawa) que j’avais travaillée auparavant. »

Alors que, prises séparément, Flach-Kolyvagin et Iwasawa étaient inadéquates, ensemble, elles se complètent. Le 25 octobre 1994, deux manuscrits sont diffusés : Les courbes modulaires elliptiques et le dernier théorème de Fermat (par Andrew Wiles), et Les propriétés annulaires théoriques de certaines fonctions de Hecke (par Richard Taylor et Andrew Wiles). Le premier, très long, annonce entre autres la preuve, en se fondant sur le second pour un point crucial. Le document final est publié en 1995.

## Méthode de la démonstration

### Principe

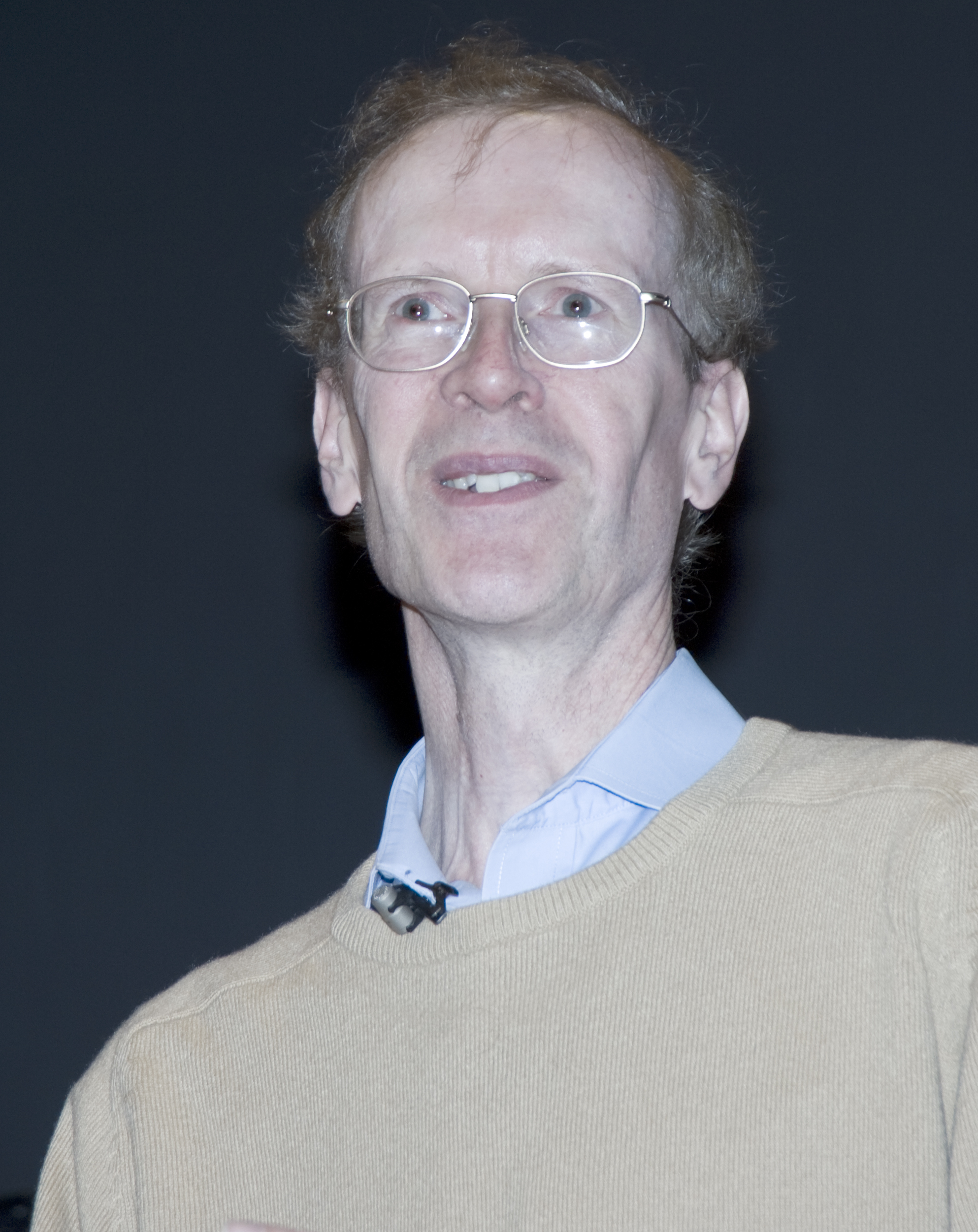
Andrew Wiles.

La démonstration d'Andrew Wiles s'appuie sur de nombreux travaux antérieurs et peut se résumer comme suit :
1. On se ramène d'abord aux cas d'exposants n premiers supérieurs à 5 ;
2. À une solution (x, y, z) non triviale (c'est-à-dire xyz ≠ 0) avec les entiers relatifs x, y, z premiers entre eux, on associe une courbe elliptique particulière (Frey, reprenant des idées d'Hellegouarch), définie sur le corps ℚ des nombres rationnels ;
3. On démontre que cette courbe, dite courbe de Frey-Hellegouarch, ne peut pas être paramétrée par des fonctions modulaires (théorème de Ribet, démontrant une conjecture de Serre) ;
4. On démontre que toute courbe elliptique définie sur le corps ℚ des nombres rationnels — ou une classe suffisamment importante pour contenir celle de Frey-Hellegouarch — est paramétrée par des fonctions modulaires : c'est la conjecture de Shimura-Taniyama-Weil, si importante en théorie des nombres, démontrée par Wiles pour une classe de courbes elliptiques suffisante.

La contradiction qui en résulte montre que l'équation de Fermat ne peut avoir de solutions en entiers non nuls.

### Notions utilisées

#### Courbes elliptiques
Une courbe elliptique est une courbe algébrique non singulière dont l'équation (dans un repère convenable) peut se mettre sous la forme :
{\displaystyle y^{2}+axy+by=x^{3}+cx^{2}+dx+e.}
(les coefficients a, b, c, d et e sont des éléments d'un corps sur lequel on dit que la courbe est définie). Une telle équation correspond à une courbe non singulière (c'est-à-dire sans point de rebroussement, ni point double) si et seulement si un certain polynôme sur les coefficients, le discriminant, ne s'annule pas.
L'équation d'une cubique de ce type définie sur le corps des nombres réels ou plus généralement sur un corps de caractéristique 0, peut être mise sous une forme encore plus simple (dite équation de Weierstrass) :
{\displaystyle y^{2}=x^{3}+ax+b.}
Le discriminant de cette courbe est –16(4a3 + 27b2). S'il est non nul, la courbe est non singulière, et donc est une courbe elliptique.

#### Courbe de Frey-Hellegouarch
En 1984, Gerhard Frey crut pouvoir démontrer que, si An + Bn = Cn est un contre-exemple au théorème de Fermat, la courbe elliptique introduite par Yves Hellegouarch, d'équation y2 = x(x + An)(x – Bn), fournissait un contre-exemple à la conjecture de Shimura-Taniyama-Weil selon laquelle toute courbe elliptique est paramétrable par des fonctions modulaires. L'argument de Frey n'était pas entièrement correct, mais Jean-Pierre Serre a vu ce qu'il fallait rajouter pour qu'il marche, ce qui l'a conduit à formuler sa conjecture ε (en) de telle sorte que Shimura-Taniyama-Weil + ε implique Fermat.
Comme dans d'autres situations en mathématiques, le fait d'intégrer le problème de Fermat dans un cadre plus général et apparemment beaucoup plus difficile a permis de grandes avancées, parce que l'on dispose alors de tout un outillage développé pour ce cadre.

#### Démonstration de Kenneth Ribet
En 1986, après pratiquement deux ans d'effort, l'Américain Kenneth Alan Ribet réussit à démontrer la conjecture ε de Serre, dont une des conséquences est que la courbe de Frey-Hellegouarch n'est pas paramétrable par des fonctions modulaires.
Il ne restait plus qu'à démontrer la conjecture de Shimura-Taniyama-Weil :
« Toute courbe elliptique est paramétrable par des fonctions modulaires. »

#### Conjecture de Shimura-Taniyama-Weil
La conjecture de Shimura-Taniyama-Weil (désormais connue sous le nom de théorème de modularité) précise que les courbes elliptiques sur ℚ peuvent toujours être associées à (ou paramétrées par) des fonctions spéciales dites modulaires (généralisation des fonctions trigonométriques).
Pour démontrer un cas particulier de cette conjecture, utile pour la résolution du théorème de Fermat,  Andrew Wiles utilisa entre autres les notions mathématiques suivantes :
- les fonctions L ;
- les formes modulaires ;
- les groupes de Galois absolus ;
- la théorie des déformations des représentations galoisiennes.

La démonstration complète pour les courbes elliptiques semi-stables a été publiée en 1995 dans Annals of Mathematics.

## Les conséquences de la découverte

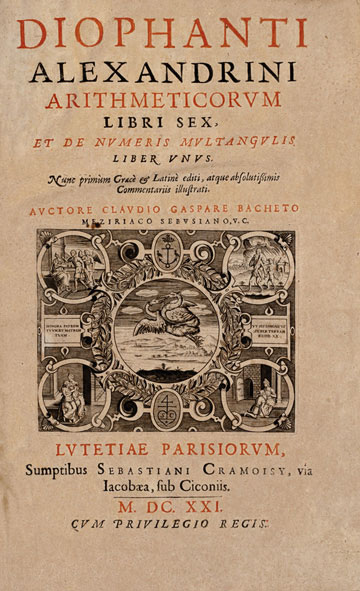
Couverture de la traduction en latin (par Bachet de Méziriac) des Arithmétiques de Diophante.

Dès 1987, Serre avait montré que les résultats de Ribet permettraient, si la conjecture de Shimura-Taniyama-Weil était vraie, de résoudre des équations de Fermat généralisées telles que xn + yn = 3zn (pour n > 7) ; sous la même hypothèse, Henri Darmon et Andrew Granville ont pu adapter ces techniques à la résolution des équations xn + yn = 2zn et xn + yn = z2 par exemple,.
Mais pour faire aboutir sa démonstration, Wiles a dû combiner un impressionnant arsenal de résultats obtenus avant lui, et surtout inventer des techniques complètement nouvelles qui ont révolutionné la théorie des nombres. Ces techniques, améliorées ensuite par d'autres mathématiciens, ont permis des avancées spectaculaires dans le programme mis au point par Robert Langlands. Une des retombées de ces avancées a été la démonstration (à l'été 2009) de la conjecture de Satō-Tate.
En 2016, Wiles reçoit le prix Abel « pour sa démonstration stupéfiante du dernier théorème de Fermat en utilisant la conjecture de modularité pour les courbes elliptiques semi-stables, ouvrant une ère nouvelle en théorie des nombres. »

## Dans la culture
Surtout avant la démonstration de Wiles, le théorème et la recherche de la démonstration de Fermat sont souvent apparus dans la littérature « populaire » (par exemple, Lisbeth Salander en trouve une démonstration élémentaire à la fin de La Fille qui rêvait d'un bidon d'essence et d'une allumette ; Arthur Porges en fait le prix d'un pacte avec le Diable dans The Devil and Simon Flagg, etc.).
De même, à la télévision, plusieurs mentions du théorème apparaissent dans la série Star Trek : dans Star Trek : La Nouvelle Génération, dans l'épisode The Royale (saison 2, épisode 12, diffusé en 1989, 5 ans avant que le théorème eût été démontré), le théorème de Fermat est décrit comme irrésolu au XXIVe siècle, soit 700 ans après les écrits de Fermat ; dans l'épisode Facets (saison 3, épisode 25, diffusé le 12 juin 1995) de Star Trek: Deep Space Nine, une nouvelle démonstration du dernier théorème de Fermat est découverte au 23e siècle, Jadzia Dax déclarant que « c'est l'approche de la preuve la plus originale depuis Wiles il y a 300 ans ».
Les romans suivants sont plus centrés sur le théorème lui-même :
- Denis Guedj, Le Théorème du Perroquet, Le Seuil, 1998.
- Guillermo Martínez, Mathématique du crime (en), NiL Éditions, 2004.
- Jean d'Aillon, La Conjecture de Fermat, Lattès, 2006.